# کوشندان
کوشندان (به انگلیسی: Cushendun) یک روستا در بریتانیا است که در شهرستان انتریم واقع شده‌است. کوشندان ۱۳۸ نفر جمعیت دارد.